# Лехия (футбольный клуб, Львов)
«Ле́хия» Львов (Lwowski Klub Sportowy Lechia Lwów) — польский футбольный клуб, представлявший город Львов, также существовала секция по хоккею с шайбой. Основан учащимися III и VI гимназий, а также членами спортивного общества «Сокол». Клуб существовал с 1903 до сентября 1939 года.
В середине 90-х годов XX века группа польских историков и статистиков футбола, изучая архивные материалы, обнаружила, что именно «Лехия» а не ЛКПН «Слава», как считалось ранее, является первой командой в истории футбола, созданной поляками в Польше (разница во времени основания клубов несколько дней).
Одна из четырёх львовских команд (наряду с «Чарни», «По́гонь» и еврейским клубом «Хасмонея»), участвовавших в турнирах Высшей лиги Польши.

## История
Мода на футбол пришла во Львов в конце XIX века и постепенно дошла до учащихся III и VI гимназий. Вскоре после начала учебного года 1903/1904 группа учащихся основала клуб, который играл против команды I и II гимназий. В 1921 году «Лехия» дебютировала в официальных матчах Львовской окружной лиги.
Первоначально клуб не добивался успехов. Но в сезоне 1929 года он занял первое место в этой лиге и играл переходные матчи с клубом "Полония" (Перемышль). Первую игру на собственном стадионе команда провела 11 августа 1929 году и выиграла 5:2 (4:1). В ответном матче «Полония» отыгралась 0:3 (0:3). Была назначена дополнительная игра на нейтральном поле. Она прошла 2 сентября 1929 в Стрые. «Лехия» выиграла 3:2 (2:2, 1:1) в дополнительное время и вышла в стыковые матчи за право играть в Высшей лиге. Но успеха не добилась, заняв второе место после ЛТСГ (Лодзь).
Успех пришёл годом позже, когда в переходном турнире были повержены «Уния» (Люблин) и «Сокол» (Ровно).
Клуб провёл один сезон в Экстраклассе. «Лехия» одержала в этом сезоне 5 побед, при одной ничьей и 16 поражениях, заняв последнее место. В последующие годы команда участвовала в розыгрышах окружной лиги.
В 30-х годах двадцатого века, больших успехов добилась команда по хоккею с шайбой. В сезоне 1934 году она завоевала бронзу на чемпионате, а годом позже, на турнире во Львове, дошла до финала, где проиграла 0:4 клубу «Чарны» (Львов).
В сентябре 1939 года, в результате нападения Германии на Польшу началась Вторая мировая война, и деятельность клуба была приостановлена. После завершения войны клуб восстановлен не был. Наследником «бело-зелёных» считается «Лехия» (Гданьск).
В период 1927—1937 цвета клуба защищал Ришард Концевич (после войны один из лучших польских тренеров в истории).

## Достижения

### Футбол
- Чемпионат Польши: 12 место в 1931 году

### Хоккей
- Чемпионат Польши по хоккею 2 место: 1935
- Чемпионат Польши по хоккею 3 место: 1934